# فلورنتینا کلگچی
فلورنتینا کلگچی (انگلیسی: Florentina Kolgeci؛ زادهٔ ۳۰ اکتبر ۲۰۰۰) بازیکن فوتبال اهل کوزوو است.
وی همچنین در تیم‌های ملی فوتبال Kosovo women's national under-19 football team و Kosovo women's national football team بازی کرده‌است.